# Torreya nucifera
Torreya nucifera (japanska: 榧?, Kaya) är en barrväxtart som först beskrevs av Carl von Linné, och fick sitt nu gällande namn av Philipp Franz von Siebold och Joseph Gerhard Zuccarini. Torreya nucifera ingår i släktet Torreya, och familjen idegransväxter. Trädet är endemiskt i Japan och ön Jeju i Sydkorea. Inga underarter finns listade.
Arten hittas i kulliga regioner och bergstrakter mellan 500 och 1100 meter över havet. Den ingår i barr- och blandskogar. Exemplar hittas ofta tillsammans med momigran och Tsuga sieboldii. Även skogar tillsammans med japansk ädelcypress, Podocarpus macrophyllus, Nageia nagi, japansk idegran och solfjädertall är vanliga.
Träet från trädet är populärt för tillverkning av spelbräden och spelpjäs för go.
Under historien drabbades populationen av skogsröjningar. Den är fortfarande stor. IUCN kategoriserar arten globalt som livskraftig.

## Bildgalleri

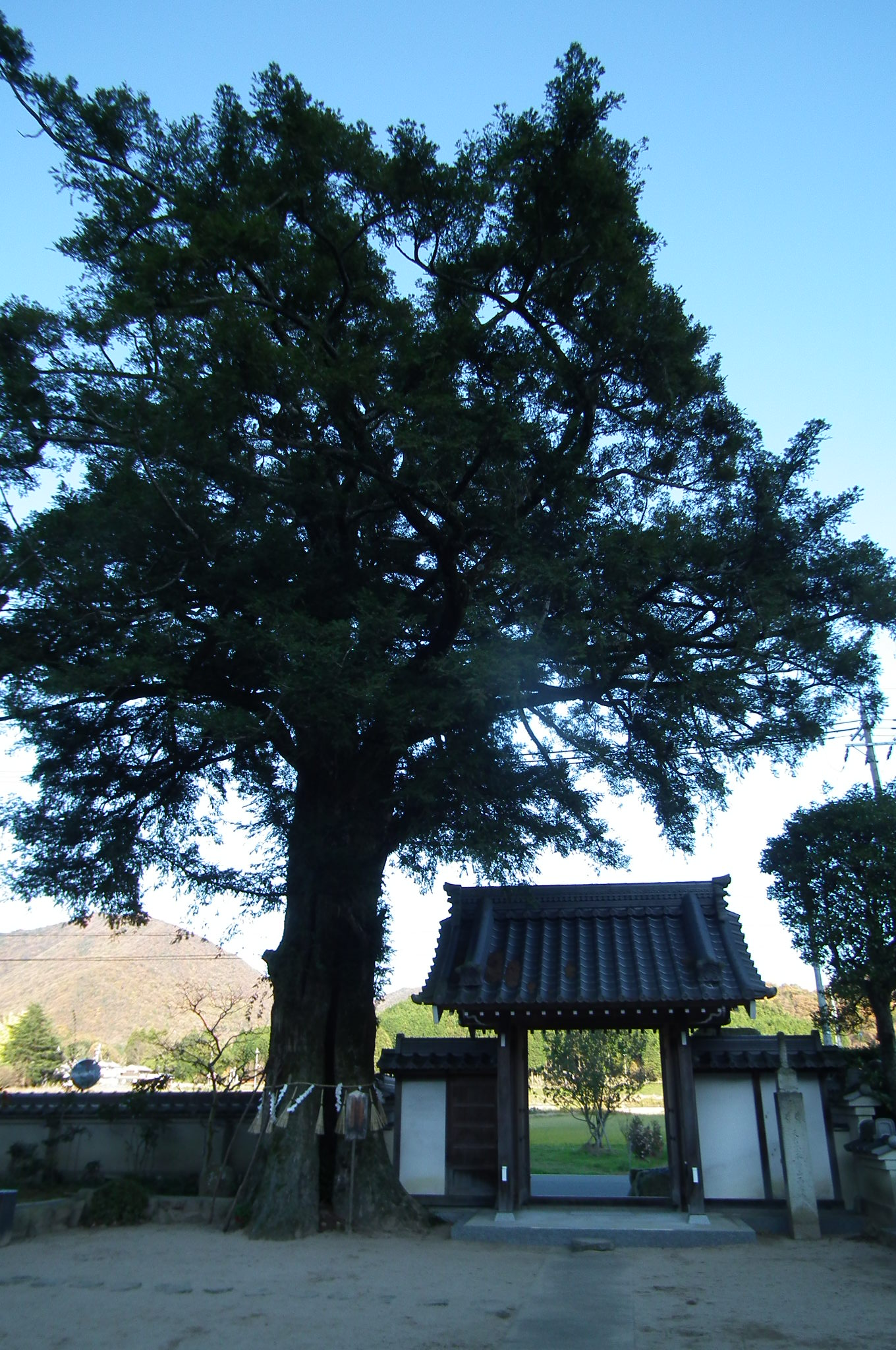
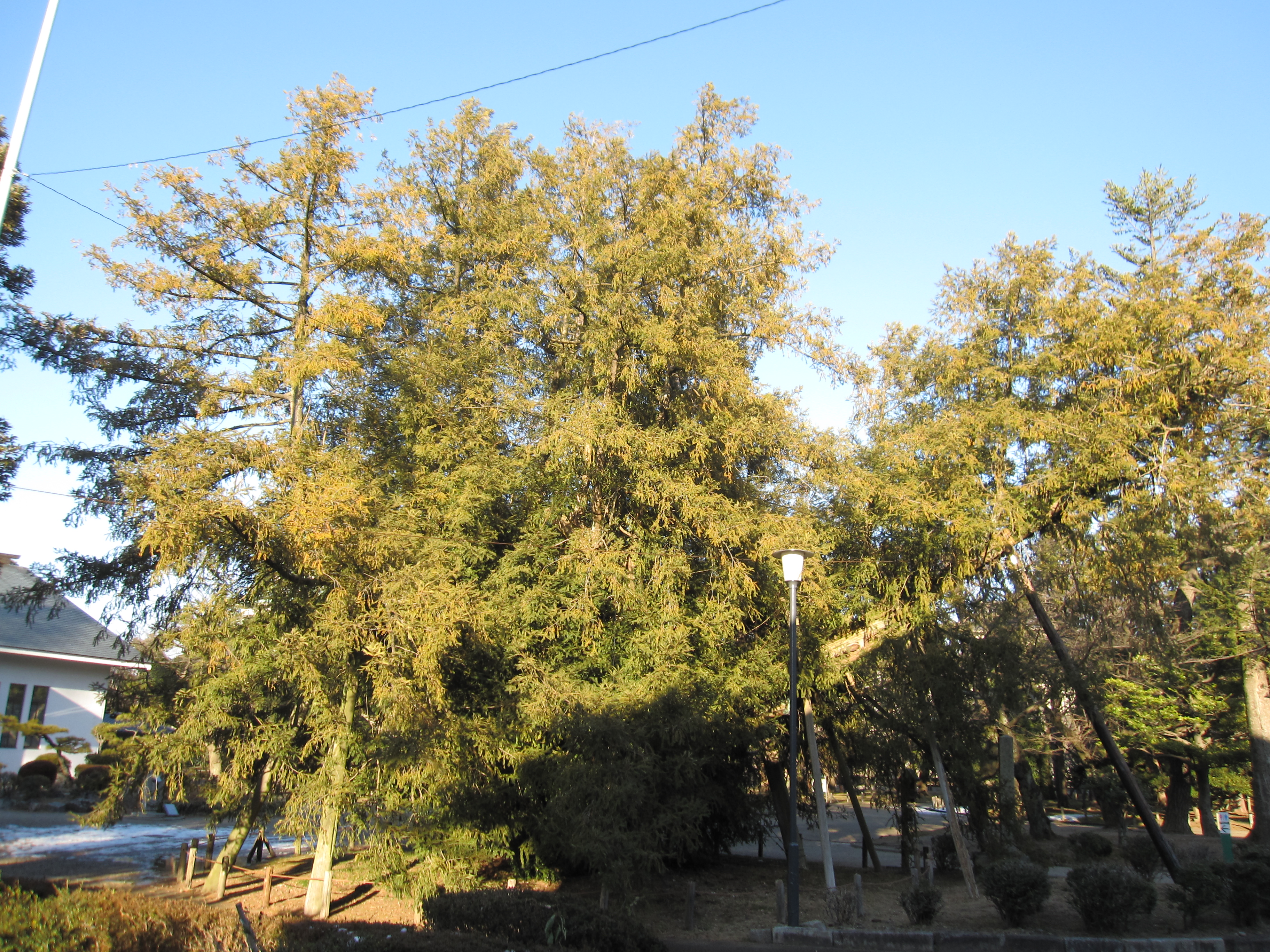
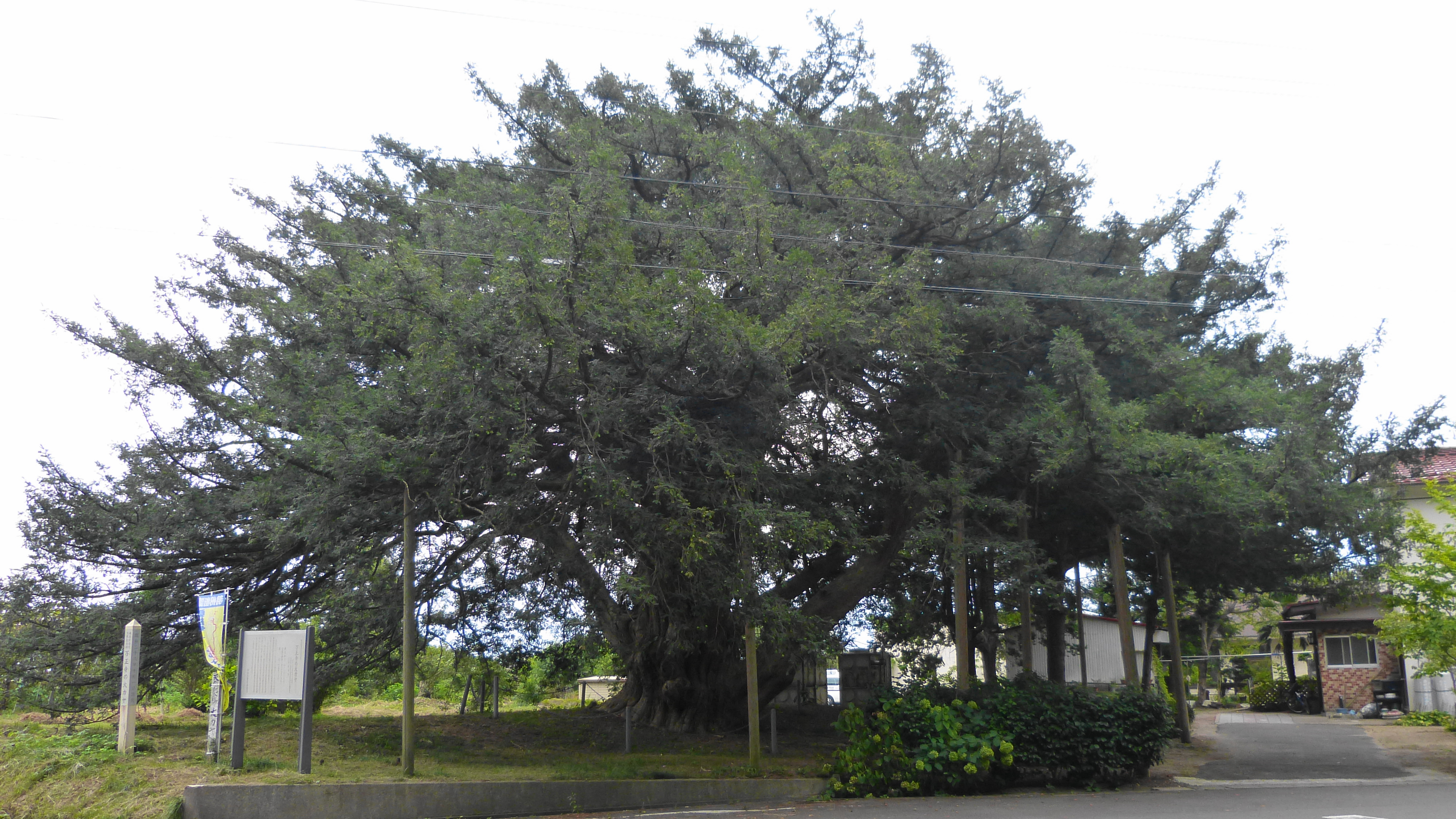